# Francesco Derosas
Francesco Derosas detto Cicciu (Usini, 15 febbraio 1861 – Ventotene, 1902) è stato un criminale italiano, uno dei più famosi e temuti esponenti del banditismo sardo della seconda metà dell'Ottocento.

## Biografia
Nacque da una famiglia onesta e benestante, per sua disgrazia perse il padre all'età di soli quindici anni. Il giovane Cicciu si dimostrò subito un lavoratore onesto e rispettoso delle leggi fino a quando, a poco più di vent'anni, venne falsamente accusato di aver preso parte con altri all'omicidio di un suo compaesano, un certo Domenico Perseu. Il giovane sostenne più volte la sua innocenza, ma al processo le cose si svolsero rapidamente e fu condannato a dieci anni di reclusione per complicità e falsa testimonianza. Una volta scarcerato per buona condotta e tornato al suo paese, Derosas cercò di condurre una vita serena e di dimenticare il brutto tiro fattogli, ma il suo desiderio di vendetta veniva continuamente alimentato dalle provocazioni dei suoi nemici. 

### La Strage di Usini e Latitanza
Un giorno dei primi di novembre del 1891 Cicciu si liberò in poche ore di quattro dei suoi falsi accusatori. In preda ad una furia omicida uccise per primo il dottor Giuseppe Michele Melis, seguì Clotilde Cocco uccisa a casa sua con una pistolettata in testa, infine giunse il turno di Antonio Sechi e Maria Antonia Soggiu. La notte stessa della strage Cicciu si diede alla macchia.
Il bandito ebbe una latitanza lunga tre anni nei quali seminò il terrore nelle campagne del logudoro.
Sono molte le testimonianze riguardanti la sua latitanza, una di queste è la famosa intervista alla macchia che gli fece Sebastiano Satta, il grande poeta nuorese che, da giornalista a Sassari, la inserì, insieme a quella di Pera Zuanne sul quotidiano sassarese L'Isola. Del bandito ci perviene anche una memoria autobiografica che scoprì e pubblicò l'antropologa Enrica Delitala.

### L'arresto
La latitanza di Francesco Derosas terminò ai primi di settembre del 1894, quando venne arrestato assieme a Pera Zuanne in località Setti Funtani, a seguito di un vivo conflitto a fuoco con i carabinieri che costò la vita al valoroso maresciallo Vittorio Audisio.
Il 13 settembre 1894, in corte d'assise, venne condannato al carcere a vita. Oltre agli omicidi citati all'inizio ve ne furono altri compiuti dal bandito, come quello di Luigi Dettori e del carabiniere Porzio, morto in conflitto.

### La morte
Ormai in prigione, fu dimenticato da tutti, scrittori e poeti compresi. Trascorse gli ultimi anni di vita nel penitenziario di Ventotene, Isola di Santo Stefano, dove morì nei primi anni del Novecento. Fu fucilato e buttato in mare con un peso ai piedi.